# Ephydra shalatinensis
Ephydra shalatinensis är en tvåvingeart som beskrevs av El-moursy, Negm, El-hawagry och Ebrahim 2006. Ephydra shalatinensis ingår i släktet Ephydra och familjen vattenflugor.
Artens utbredningsområde är Egypten. Inga underarter finns listade i Catalogue of Life.